# Pulung Rejo
Pulung Rejo is een bestuurslaag in het regentschap Tebo van de provincie Jambi, Indonesië. Pulung Rejo telt 2141 inwoners (volkstelling 2010).